# گلن الیس
گلن الیس (انگلیسی: Glenn Ellis؛ زادهٔ ۳۱ اکتبر ۱۹۵۷) بازیکن فوتبال اهل بریتانیا است.
از باشگاه‌هایی که در آن بازی کرده‌است می‌توان به باشگاه فوتبال لوستوفت، باشگاه فوتبال هارلو تاون، باشگاه فوتبال ایپسویچ تاون، و باشگاه فوتبال کولچستر یونایتد اشاره کرد.